# Ichneumon neomolitor
Ichneumon neomolitor är en stekelart som beskrevs av Heinrich 1961. Ichneumon neomolitor ingår i släktet Ichneumon och familjen brokparasitsteklar. Inga underarter finns listade i Catalogue of Life.